# Casa y Torre de los Lujanes
La casa y torre de los Lujanes, en la plaza de la Villa de Madrid, es uno de los conjuntos arquitectónicos más antiguos de la capital de España. Casa y torre datan de épocas diferentes, pudiendo fecharse la torre a principios del siglo XV, y la casa a finales de ese mismo siglo. Fue residencia de Gonzalo García de Ocaña, contador mayor del Reino, hasta que fue comprada por Pedro de Luján, camarero del rey, por 181 000 maravedíes.

## Características

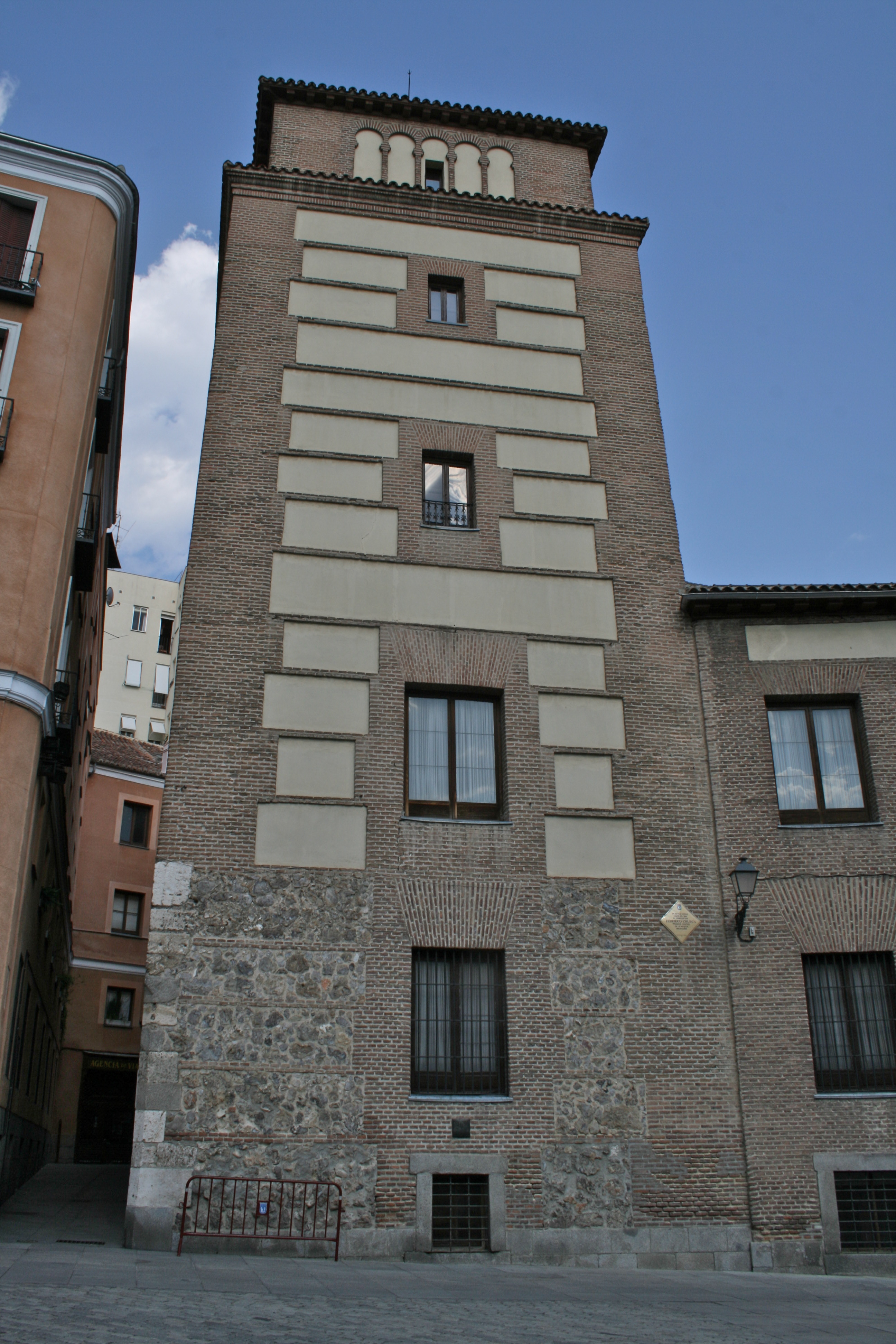
Torre de los Lujanes

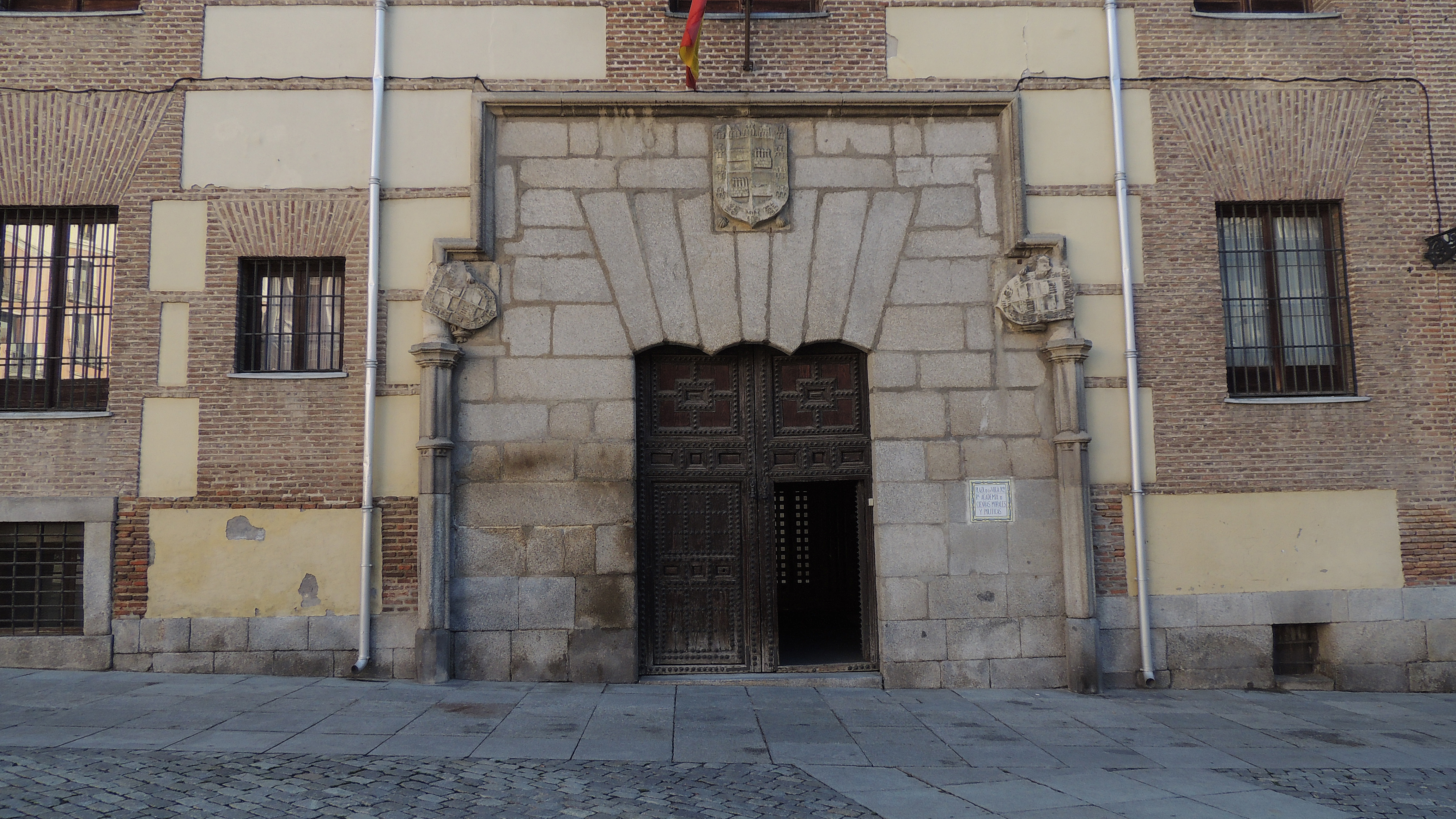
Portada

El conjunto, de estilo mudéjar (la torre tiene una puerta de herradura en su fachada de la calle del Codo), consta de un caserón señorial y una robusta torre alamborada rematada por una torreta con cubierta a cuatro aguas. La casa, de planta irregular y con un patio central, fue reconstruida por Juan de Luján en 1494, y en ella residió la familia de los Lujanes llamados de San Salvador, hasta el fallecimiento de María de la Peña de Francia Casimira Luján, IV condesa de Castroponce.
Si bien no hay datos contrastados, la tradición oral y algunos autores, afirman que el rey Francisco I de Francia residió alrededor de un año en la torre, mientras esperaba al acondicionamiento de algunas estancias en el Real Alcázar, durante su cautiverio tras ser capturado en la batalla de Pavía en 1525.
A fines del siglo XVIII el Li.Francisco Clemente “...Abogado del ilustre Colegio de esta Corte, Agente Fiscal del Consejo de Hacienda y de la Real Junta de Juros...” tuvo en ella su bufete y allí realizó su pasantía de abogado el General Manuel Belgrano.
Dado que era uno de los edificios más altos de la capital, probablemente el más alto de los edificios civiles, a principios del siglo XIX se eligió la torre para ubicar una estación del telégrafo óptico de la línea Madrid-Aranjuez. Desde 1858 se convirtió en sede de varias sociedades y entidades, como la Sociedad Económica Matritense de Amigos del País, la Real Academia de Ciencias Morales y Políticas o la Real Academia de Ciencias Exactas, Físicas y Naturales.
Poco antes de este último uso, el Gobierno realizó unos trabajos de acondicionamiento y rehabilitación que desvirtuaron considerablemente el aspecto original del inmueble. Por ello, en 1910 el ayuntamiento encargó al arquitecto Luis Bellido González la restauración para devolver al edificio su aspecto inicial. La última remodelación fue obra de Fernando Chueca Goitia.

## Hallazgos arqueológicos
Durante unas reformas en 1886 en las que se demolió un desván, apareció una de las barajas españolas más antiguas que se conservan. Se denomina Baraja de Ayet por su impresor. Actualmente se conserva en la Real Academia de Historia.